# Джули и Джулия: Готовим счастье по рецепту
«Джули и Джулия: Готовим счастье по рецепту» (англ. Julie & Julia, 2009) — американский художественный фильм — биографическая картина по мемуарам Джули Пауэлл (выпустившей в 2005 году книгу Julie and Julia: 365 Days, 524 Recipes, 1 Tiny Apartment Kitchen, созданную на основе записей в её собственном блоге),  режиссёра Норы Эфрон.

## Сюжет
Джули Пауэлл (Эми Адамс) — начинающая писательница, работает оператором в колл-центре в Lower Manhattan Development Corporation’s — центре помощи пострадавшим от терактов 11 сентября 2001. Вместе со своим мужем, редактором по профессии, она переезжает на новое место, в Куинс, чтобы быть ближе к работе, захватив при этом несколько кулинарных книг. Одна из них — знаменитая книга Джулии Чайлд (Мерил Стрип) «Осваивая искусство французской кухни». 
Однажды за обедом в ресторане, глядя на своих успешных подруг, Джули понимает, что у неё самой всё слишком просто и тоскливо. И она решается вести блог, с целью отвлечься от работы и заняться любимым делом — кулинарией, а заодно и привлечь постоянных читателей. В блоге Джули начинает описывать свою жизнь и цель, которую поставила перед собой: приготовить за год 524 блюда из книги Джулии Чайлд, «рискуя своим браком и благополучием кота».
Одновременно в фильме показаны 1940-е — 1950-е годы (время начала кулинарной карьеры самой Джулии Чайлд), когда Джулия и её муж Пол, дипломат, живут в Париже под подозрением со стороны американцев в пособничестве коммунистам.
Режиссёр тщательно подчеркивает сходство в решении проблем «серых будней» государственных служащих, с которыми сталкиваются как Джули, так и Джулия. Обе женщины получают поддержку от своих мужей, хотя в какой-то момент муж Джули Пауэлл срывается от чрезмерной преданности такому хобби и оставляет её на несколько дней.
В конечном итоге, о блоге Джули пишут в «Нью-Йорк таймс», и, наконец, она получает заслуженное внимание журналистов, литературных агентов и издателей, а также пренебрежительный отзыв от Джулии Чайлд («О, это пустая трата времени», скажет она). 
После выхода книги показывается финальная сцена, где Джули отмечает радостное событие вместе с мужем.

## В ролях
- Мерил Стрип — Джулия Чайлд
- Стэнли Туччи — Пол Чайлд
- Джейн Линч — Дороти Макуильямс
- Эми Адамс — Джули Пауэлл
- Крис Мессина — Эрик Пауэлл
- Ванесса Ферлито — Кэсси
- Мэри Линн Райскаб — Сара
- Дэйв Эннэйбл — Джейк
- Фрэнсис Стернхаген — Ирма Ромбауэр
- Дебора Раш — Эвис Ди Вото
- Линда Эмонд — Симона Бек
- Стив Даскевиш — гость отеля

## Съёмочная группа и производство
- Режиссёр: Нора Эфрон
- Сценарист: Нора Эфрон

по книге Джули Пауэлл «Julie & Julia»
по книге Джулии Чайльд и Алекса Прюдомма «My Life in France»
- Продюсеры: Лоуренс Марк, Эми Робинсон, Эрик Стил, Нора Эфрон
- Исполнительные продюсеры: Дональд Дж. Ли мл., Скотт Рудин, Дана Стивенс
- Композитор: Александр Деспла
- Оператор: Стивен Голдблатт
- Монтаж: Ричард Маркс
- Художник-постановщик: Марк Риккер

Производство Scott Rudin Productions. Прокат Columbia Pictures (США) и Sony Pictures.
Это первый полнометражный фильм, в основе которого лежат записи из блога. В 2002 году интернет-блоги были в новинку, благодаря чему блог Джули Пауэлл завоевал огромную популярность.
Изначально планировался фильм о жизни Пола и Джулии Чайлд, основанный на книге Джулии «Моя жизнь во Франции», но после выхода книги Джули Пауэлл режиссёр решила объединить две супружеские пары. Съемки проходили в Нью-Йорке и на железнодорожной станции в Хобокене (Нью-Джерси). Реальная Джулия Пауэлл принимала участие в написании сценария к фильму. Мерил Стрип на 15 сантиметров ниже своей героини, поэтому авторы фильма старались сделать её выше при помощи операторских и костюмерских приемов.

## Прокат
Фильм вышел в прокат в Канаде и США 7 августа 2009 года, в Нидерландах, России и Сингапуре — 15 октября 2009 года, в Греции, Новая Зеландии и Перу — 22 октября 2009 года.

## Награды и номинации
| Премия                         | Категория                                | Номинант    | Результат |
| ------------------------------ | ---------------------------------------- | ----------- | --------- |
| «Оскар»                        | Лучшая женская роль                      | Мерил Стрип | Номинация |
| «Золотой глобус»               | Лучший фильм — комедия или мюзикл        |             | Номинация |
| «Золотой глобус»               | Лучшая женская роль — комедия или мюзикл | Мерил Стрип | Победа    |
| BAFTA                          | Лучшая женская роль                      | Мерил Стрип | Номинация |
| «Выбор критиков»               | Лучшая женская роль                      | Мерил Стрип | Победа    |
| «Спутник»                      | Лучшая фильм — комедия или мюзикл        |             | Номинация |
| «Спутник»                      | Лучшая женская роль — комедия или мюзикл | Мерил Стрип | Победа    |
| «Спутник»                      | Лучший адаптированный сценарий           | Нора Эфрон  | Номинация |
| Премия Гильдии сценаристов США | Лучший адаптированный сценарий           | Нора Эфрон  | Номинация |